# 異鼷鹿
異鼷鹿（學名Heteromeryx）是一屬已滅絕的原角鹿科。牠們生存於3720-3390萬年前始新世的北美洲。

## 特徵
異鼷鹿重31.7-42.9公斤。牠們的外觀像鹿，但卻較為接近駱駝。除了在頭上的一對角外，在眼眶上另有一對角。

## 化石分佈
異鼷鹿的化石是在德克薩斯州普雷西迪奧郡、內布拉斯加州蘇縣及南達科他州卡斯特縣發現。